# Valverde (Évora)

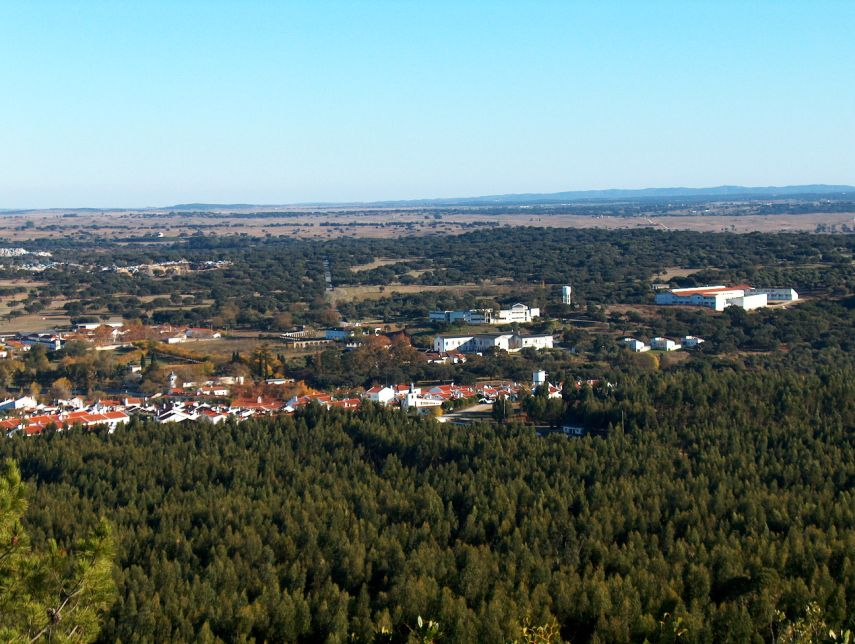

Valverde é a principal povoação da freguesia de Nossa Senhora da Tourega, no Município de Évora, a cerca de 12 km da sede do Município.
A povoação estende-se por ambas as margens da ribeira de Valverde, afluente da ribeira das Alcáçovas, na bacia hidrográfica do Sado.
Na margem esquerda fica a Quinta do Paço de Valverde e o Convento do Bom Jesus de Valverde, ocupadas atualmente pelo Polo da Mitra da Universidade de Évora. Na margem direita, no sopé da serra de Monfurado, espalha-se o núcleo habitacional propriamente dito.